# Nanhyfer

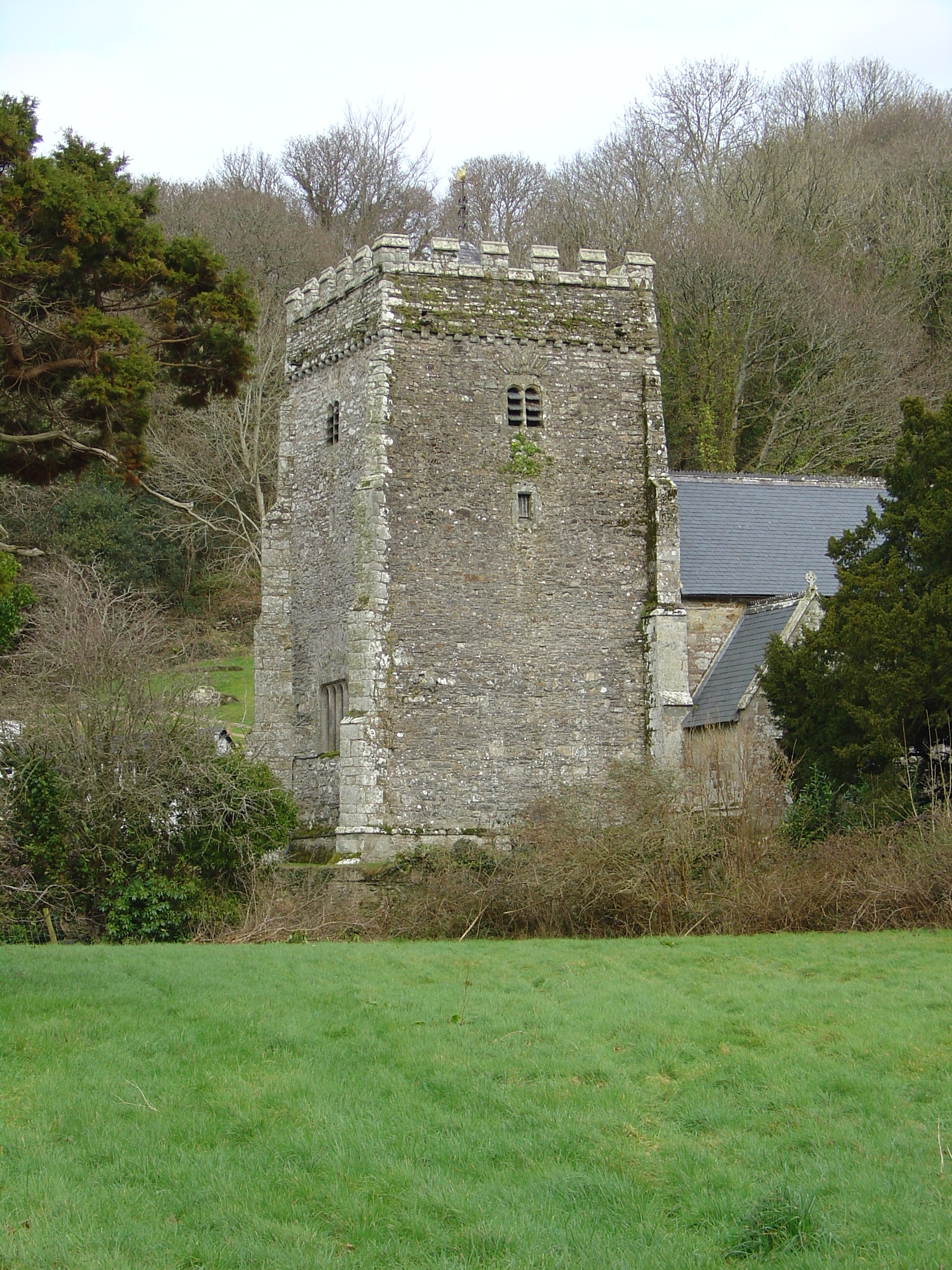
Església de Sant Brynach

Nanhyfer (en anglès Nevern) és un municipi, i el nom d'un dels seus nuclis al comtat gal·lès de Sir Benfro. Està en la vall del riu Nyfer, a prop dels turons de Preseli del Pembrokeshire Coast National Park a l'est de Newport.

## Història i llocs d'interès
La parròquia de Nanhyfer va ser la més gran de Sir Benfro (5.963 Ha), i estava dividida en quatre quarters ("barris"): Crugiau, Morfa, Trewern i Cilgwyn. Cilgwyn arribava fins a l'altra banda dels turons de Preseli. Tot i que cada quarter acullia una església, només se'n conserva la principal, a Crugiau, i una dedicada a Santa Maria, a Cilgwyn. La vila era al camí dels peregrins que en l'edat mitjana anaven a la catedral de sant David, a Tyddewi, i que aprofitaven el pas per la població per visitar l'església de Nanhyfer, històricament vinculada amb sant Brynach.

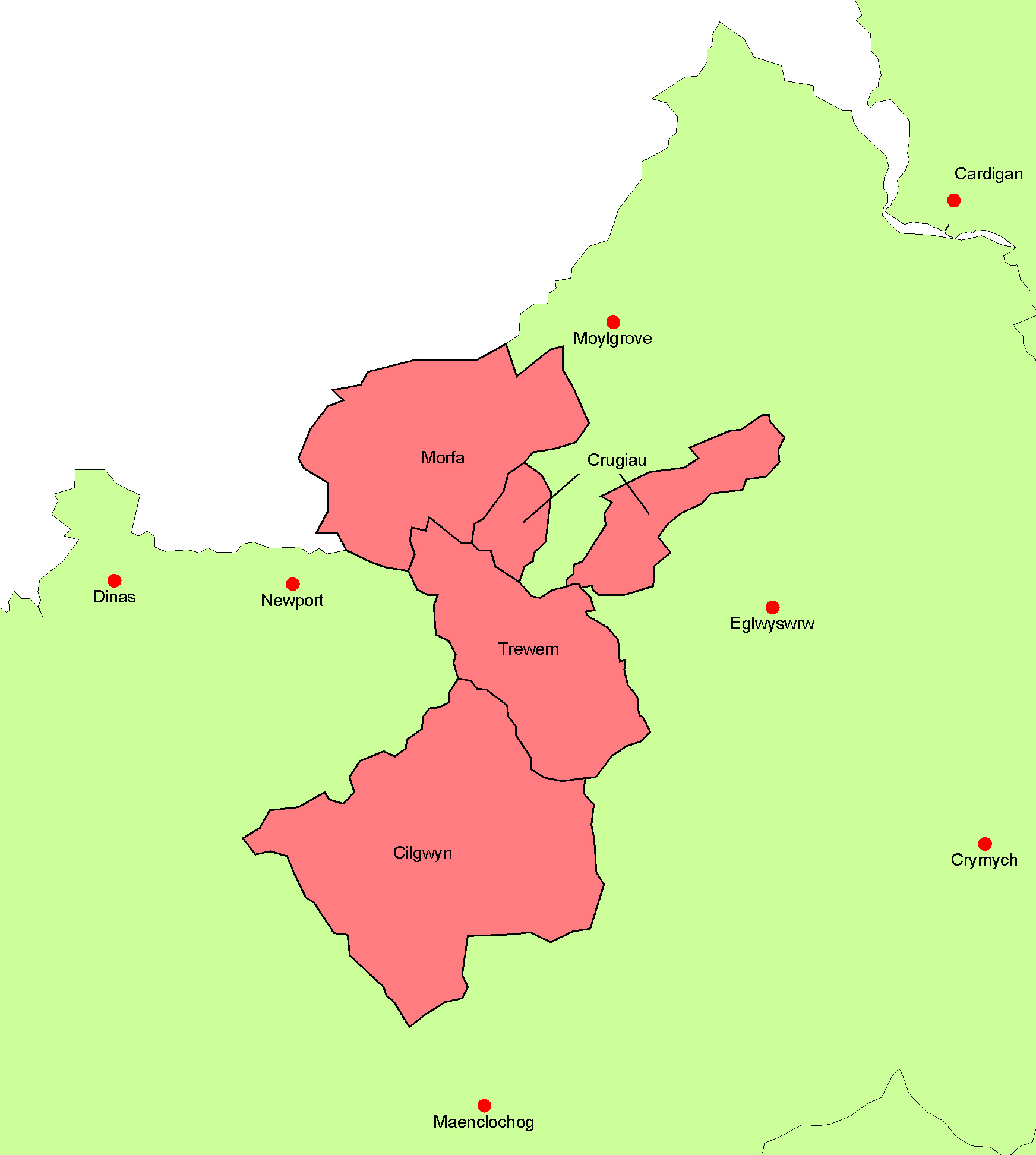
Antics "barris" de la parròquia de Nanhyfer

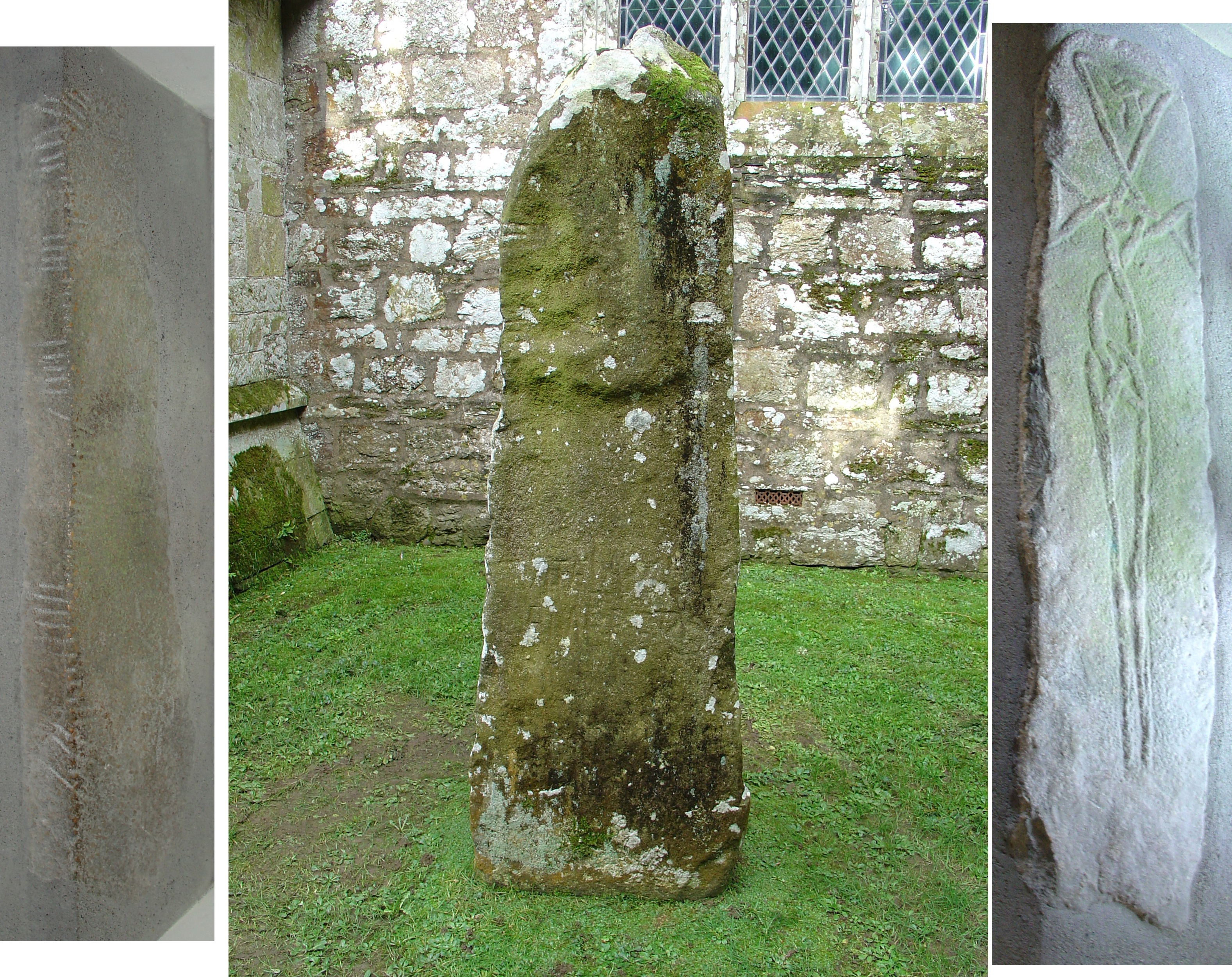
(esquerra) la Pedra de Maglocunus, (centre) la Pedra de Vitalianus, (dreta) la creu trenada

Va ser una població de marca, però Owen la descrigué com una de les nou poblacions del comtat que en l'any 1603 eren "ciutats en decadència". L'any 1833, la parròquia (civil) de Nanhyfer comprenia totes les terres entre els turons de Presel i el mar, i tenia 1.558 habitants. La cymuned, o municipi, de Nanhyfer comprenia en el 2001 els pobles següents: Nanhyfer, Monington, Felindre Farchog, Glanrhyd, Molygrove i tenia 822 habitants.

### Església parroquial
L'església d'arquitectura normanda de sant Brynach està situada en el clas de sant Brynach, un important centre eclesiàstic del segle vi. En l'època en què Dyfed tenia set bisbes –segons es diu-, Nanhyfer hauria estat la seu d'un d'ells. Amb l'excepció de la torre amerletada, perillosament soscavada pel veí riu Caman, la major part de l'estructura normanda original ha estat reconstruïda, especialment entre 1809 i 1819. L'església i el seu atri són remarcables per una creu celta i diverses pedres amb inscripcions antigues.
La Creu de Nanhyfer, en el costat sud del temple, data del segle x o començaments del XI. Consisteix en dues peces unides amb un encaix de trau i metxa, tallades de dolerita de la comarca. Té una decoració clàssica en forma de trena i dues inscripcions amb les lletres "dns" en una banda, i "h.an.eh" en l'altra.
A prop d'aquesta hi ha la Pedra de Vitalianus, dels voltants de l'any 500, amb el text llatí "VITALIANI EMERTO" i l'Ogham "vitaliani".
En l'atri també hi ha un "teix sagnant" que regalima reïna vermella en determinades èpoques de l'any.

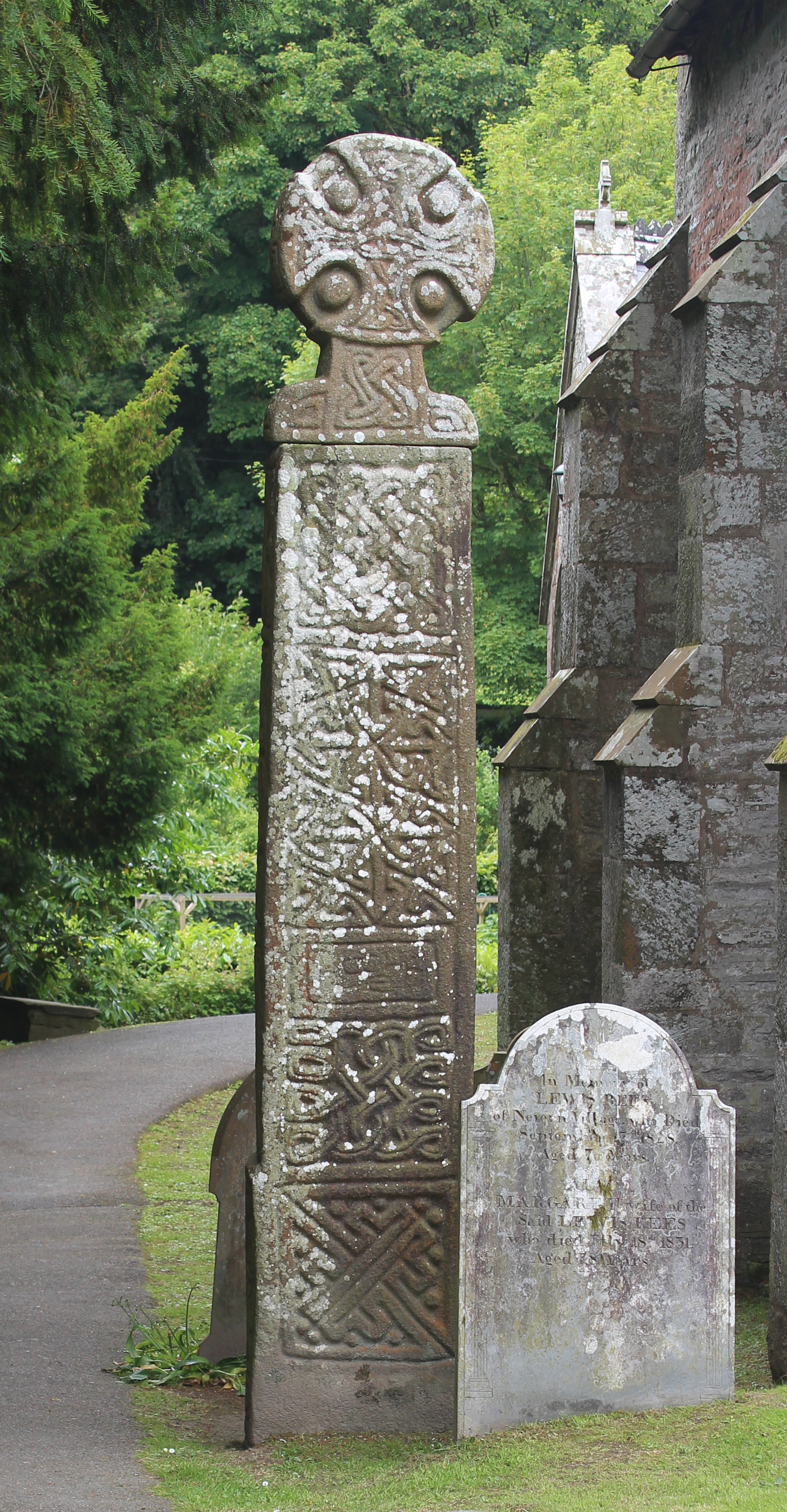
Creu cèltica del segle X

En la capella Henllys, en el transsepte sud, dues pedres gravades van ser emprades en els ampits de dues finestres. La Pedra de Maglocunus diu, en llatí: "MAGLOCUNI FILI CLUTORI" i en Ogham "maglicunas maqi clutar.."; se l'ha datada al segle cinquè o, a tot estirar, a començaments del sisè. La Creu Trenada (pel dibuix que té) és d'inicis del segle x. Una placa a la capella commemora que George Owen està enterrat a l'església.

### Castell de Nanhyfer
El castell estava al cim d'un turó a uns 150 m al nord-oeat de l'església; només en queden unes poques ruïnes. Originalment, fou el centre de poder normand en la marca de Cemais. L'edificà pel 1108 Robert fitz Martin en un turó sobre el poble, però durant la rebel·lió del 1136, el castell va ser destruït i Robert fou foratgitat del poble. El seu fill, William fitz Martin, recuperà tant Nanhyfer com Cemais per mitjà del casament amb una filla de Rhys ap Gruffydd, però aquest mateix el deposà el 1189. Vuit anys més tard, William fundà la veïna ciutat de Trefdraeth, que d'aleshores endavant fou la seu del Senyor de la marca. D'ençà d'aquest fet, el castell de Nanhyfer passà a tenir un paper secundari.

### Altres atractius turístics
Hi ha una Creu de Peregrins gravada en la roca en la carretera que mena del poble al castell. El cromlech de Pentre Ifan i el fort de Castell Henllys estan a uns tres quilòmetres a vol d'ocell del poble. Nanhyfer, al seu torn, està a uns altres tres quilòmetres de Trefdraeth.